# Полость носа

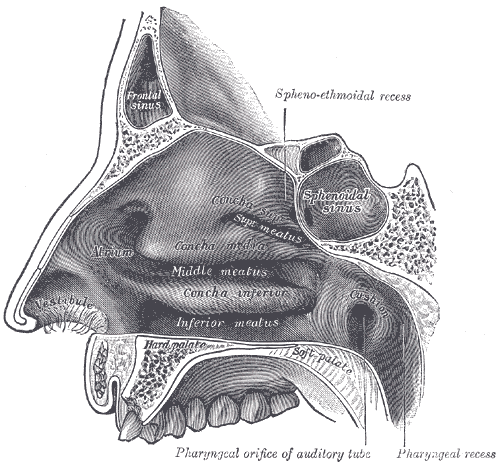
Правая боковая стенка полости носа человека на сагитальном сечении

Носовая полость (лат. cavum nasi) — полость, в которой у позвоночных расположены органы обоняния. У наземных позвоночных и человека также является первичным (верхним) отделом дыхательных путей. Носовая полость проходит напрямую к ушным каналам.

## Строение

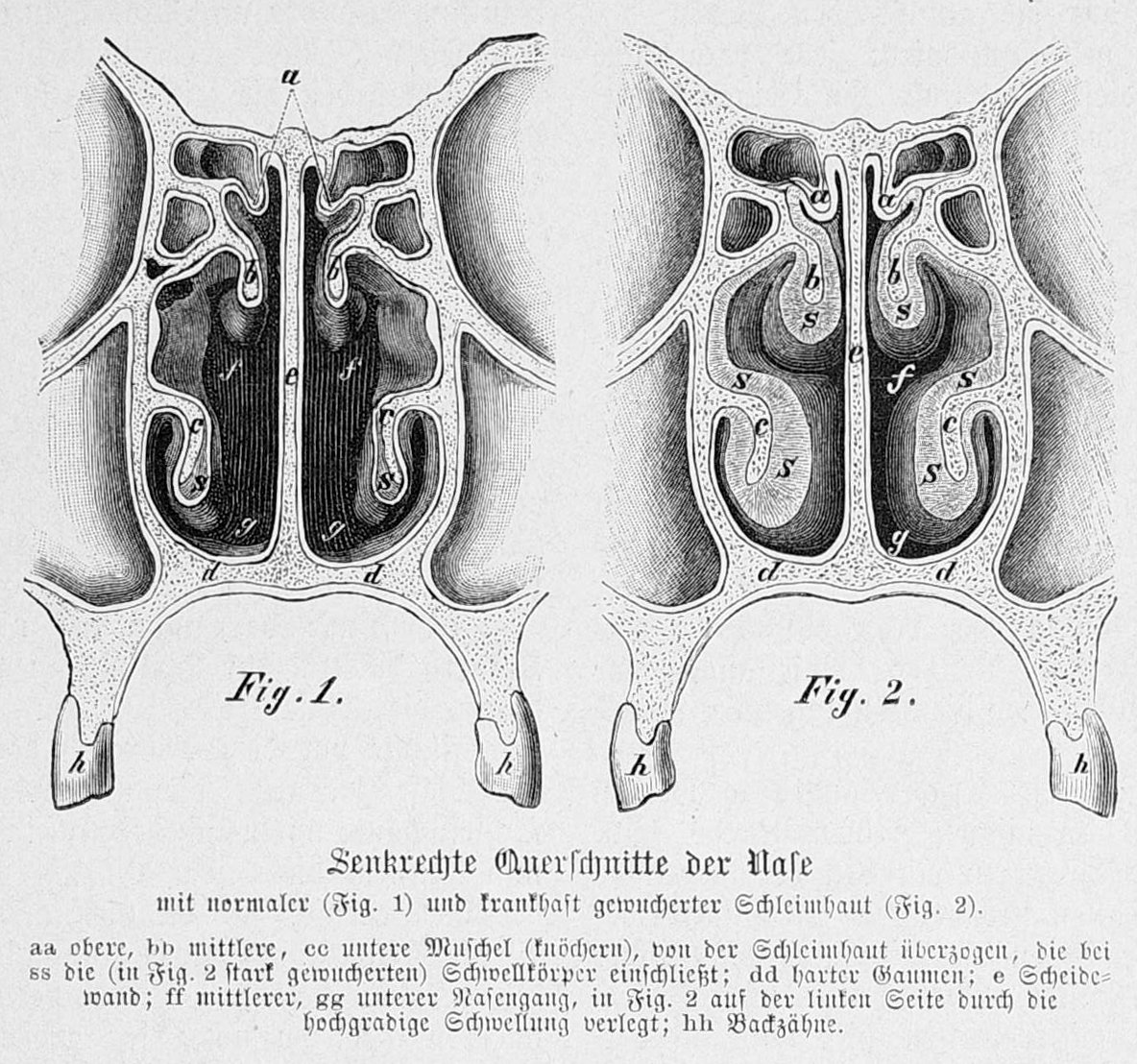
Просвет носовой полости человека и раковины на фронтальном сечении

Полость носа разделена перегородкой на две половины и сзади переходит посредством хоан в верхний отдел полости глотки — носоглотку.
Различают три стенки полости носа:
- Верхняя сформирована частично лобной костью, решётчатой пластинкой решётчатой кости, клиновидной костью. Через отверстия решётчатой пластинки проходят обонятельные нервы.
- Латеральная образована носовой костью, лобным отростком и носовой поверхностью верхней челюсти, слёзной костью, медиальной пластинкой крыловидного отростка клиновидной кости. На этой стенке имеются три носовые раковины, ограничивающие три носовых хода: верхний, средний и нижний. Нижний ход идёт под нижней раковиной, средний — между нижней и средней раковиной, верхний — между верхней и средней раковинами.
- Нижняя образована нёбным отростком верхней челюсти и горизонтальной пластинкой нёбной кости[2].

Носовая полость верхними и средними носовыми раковинами решётчатой кости и нижней носовой раковиной разделена на три носовых хода: верхний, средний и нижний, которые кзади объединяются в общий носовой ход.
Придаточными пазухами носа являются — лобная, верхнечелюстная (Гайморова) и клиновидная, а также ячейки лабиринта решётчатой кости.
Слизистая дыхательной области представлена многорядным призматическим реснитчатым эпителием и соединительнотканной собственной пластинкой. Обонятельная область представлена многорядным обонятельным эпителием.

## Кровоснабжение
Артерии относятся к ветвям глазной артерии (передние и задние решетчатые артерии), верхнечелюстной артерии (клиновиднонёбная артерия) и лицевой артерии (ветви перегородки носа). Отток венозной крови совершается в клиновиднонёбную вену, впадающей через одноимённое отверстие в крыловидное сплетение.
Лимфатические сосуды несут лимфу в поднижнечелюстные, челюстные и подбородочные лимфатические узлы.

## Иннервация
Первая и вторая ветвь тройничного нерва (V пара). Слизистая оболочка иннервируется от передним решетчатым нервом (из носоресничного нерва), остальная её часть получает иннервацию от крыловиднонёбного узла.

## Функции
В носовой полости воздух очищается от частиц пыли и микроорганизмов, согревается и увлажняется. Носовая полость в норме выполняет дыхательную, обонятельную, защитную и резонаторную функции. Через нос проходит весь вдыхаемый и выдыхаемый воздух. Воздушная струя вследствие извилистости носовых ходов образует завихрения и совершает дугообразный путь. Поэтому-то через нос воздух проходит медленнее, чем через рот. В результате давления струи воздуха на слизистую оболочку полости носа происходит возбуждение дыхательного рефлекса, и грудная клетка расширяется больше, чем при вдохе через рот. Защитную функцию полости носа осуществляют очищением, согреванием, увлажнением и стерилизацией вдыхаемого воздуха. Движение воздуха в носовой полости обеспечивает также обонятельное восприятие. Кроме того, носовая полость наряду с околоносовыми пазухами, глоткой и полостью рта служит резонатором для голоса. Нарушение носового дыхания отражается на состоянии всего организма.

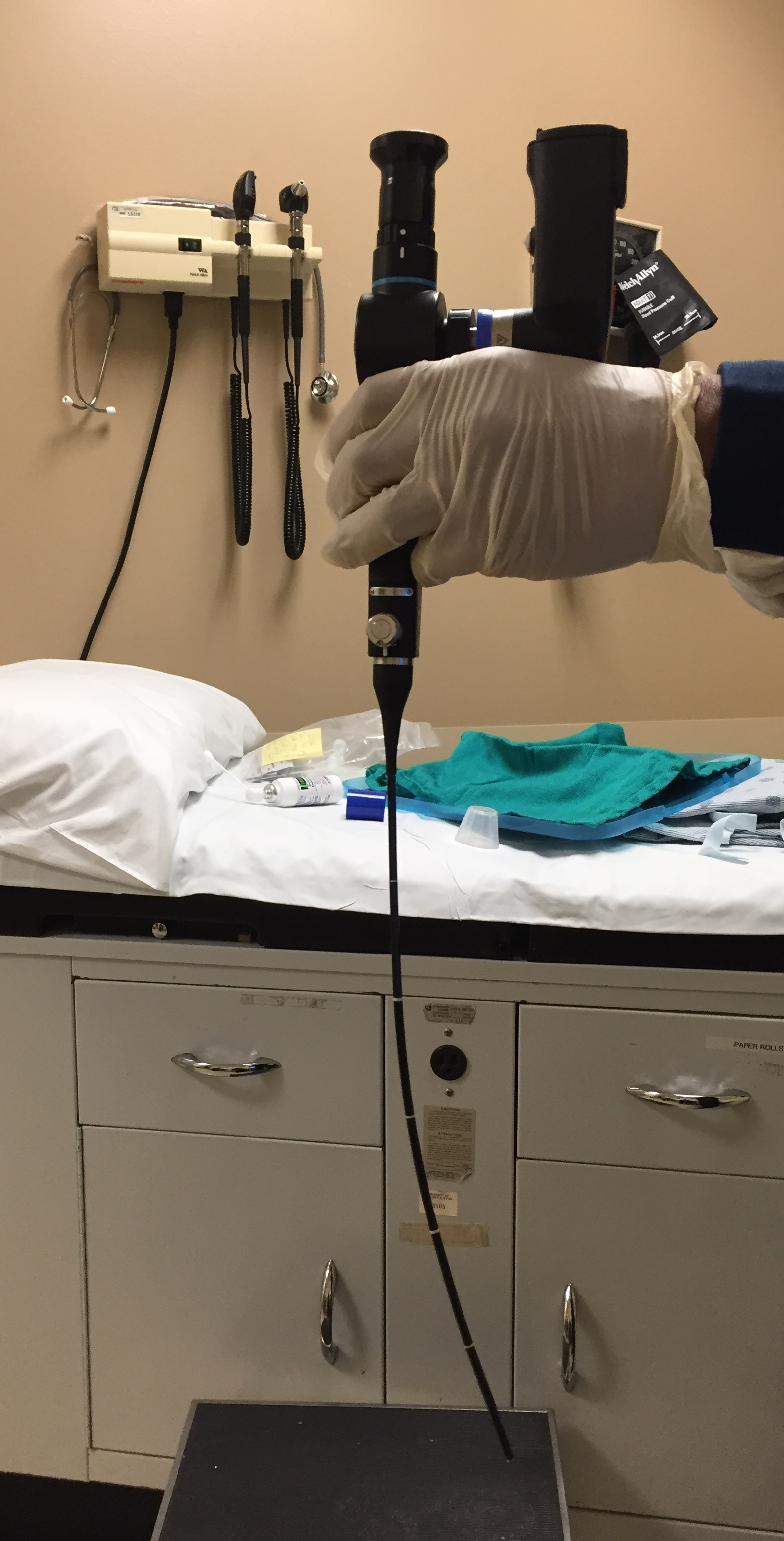
Ринофиброскоп — разновидность фиброскопов для медицинских манипуляции в полости носа и носоглотки
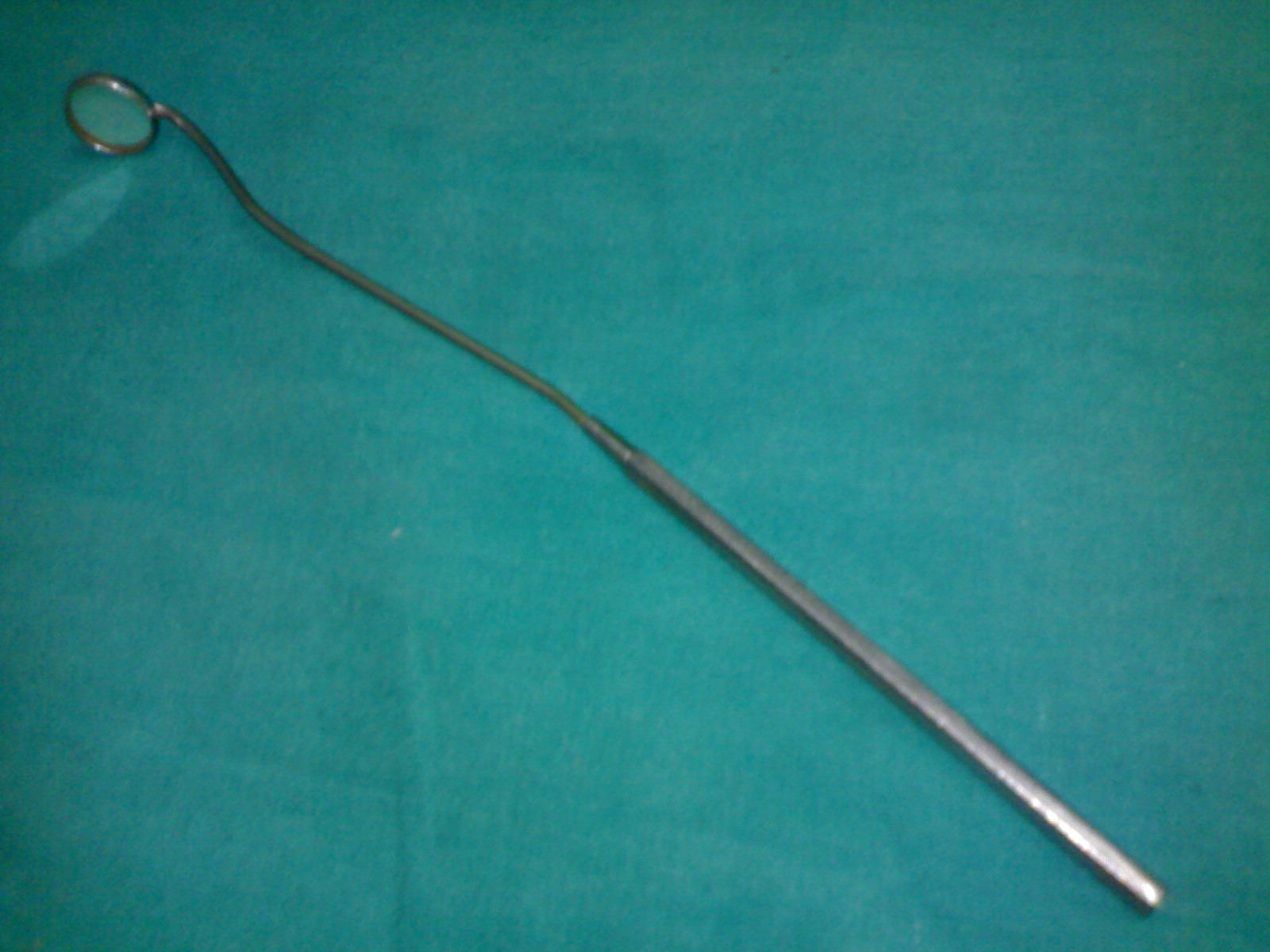
Медицинское зеркало для осмотра носоглотки и полости носа со стороны хоан (через ротоглотку)
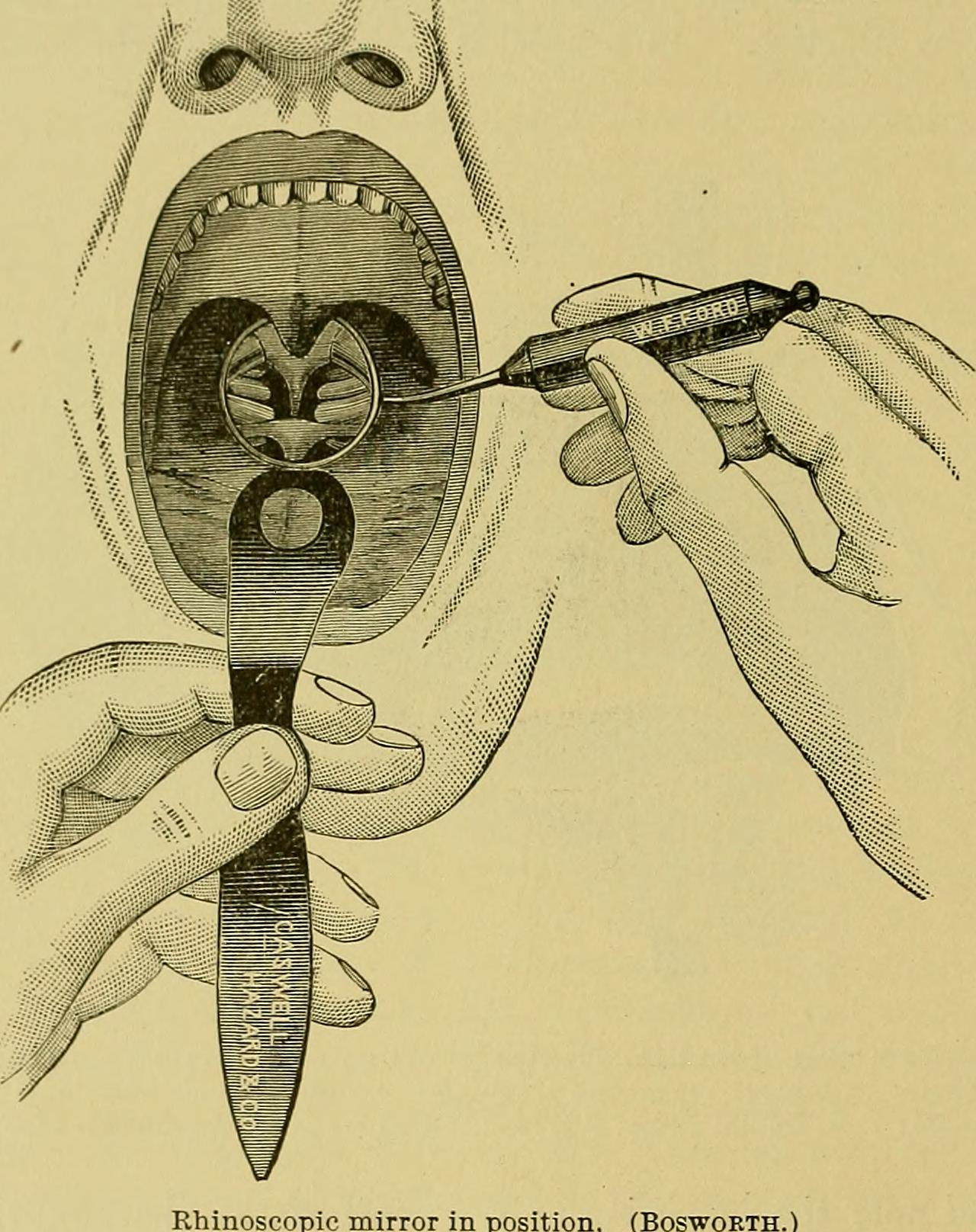
Рисунок полости носа со стороны хоан при задней риноскопии
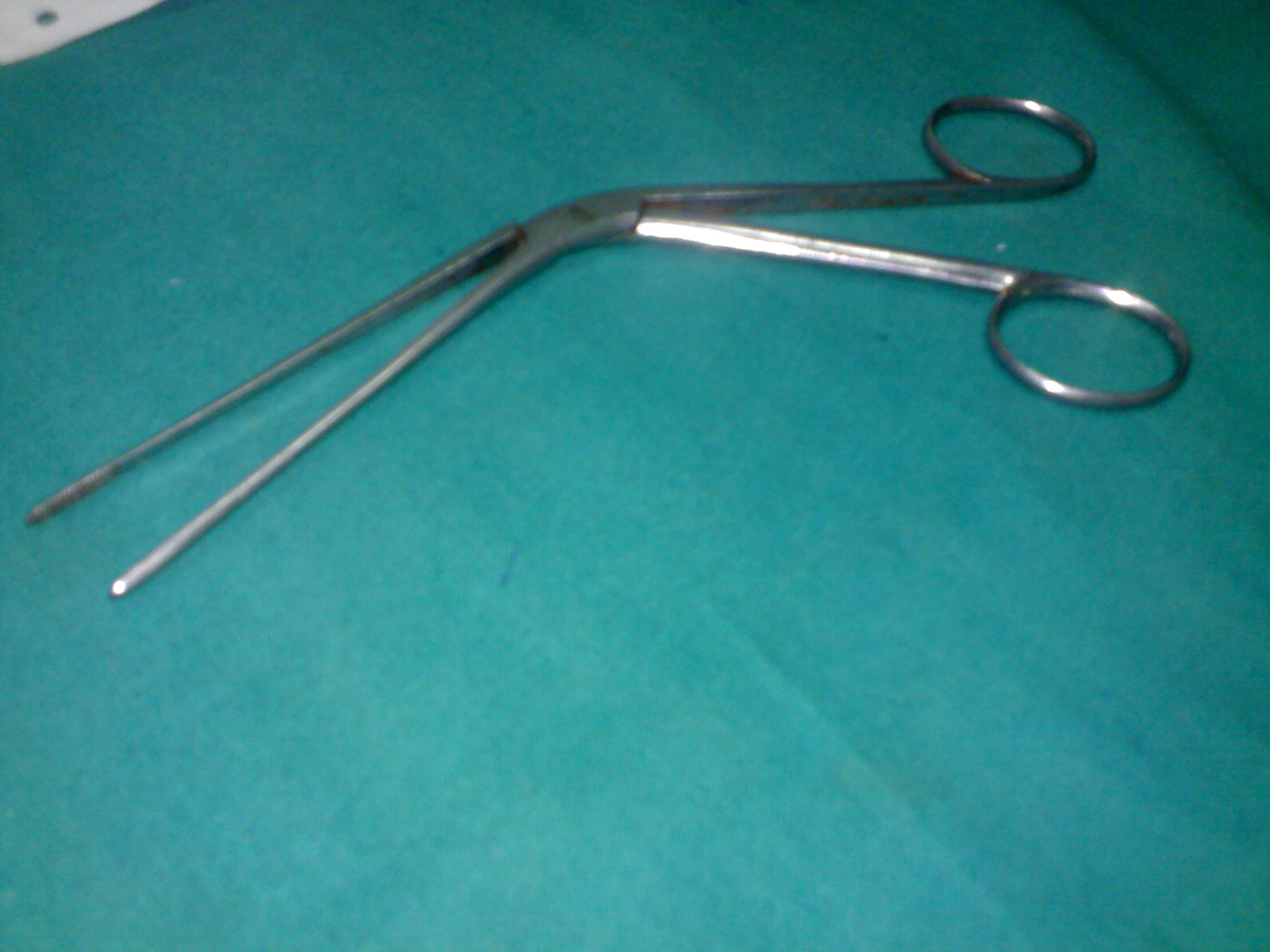
Носовой пинцет